# Kościół Najświętszego Imienia Jezus w Rzymie
Il Gesù (wł. La chiesa del Santissimo Nome di Gesù – pol. Kościół Najświętszego Imienia Jezus) – główny, macierzysty kościół zakonu jezuitów w Rzymie. Świątynia stanowi prototyp wielu barokowych kościołów jezuickich znajdujących się na terenie całej Europy (w tym również w Polsce). Kościół zaprojektowany został przez Giacomo della Portę oraz Jacopa Barozziego da Vignolę, na zamówienie zakonu jezuitów, a zbudowany w latach 1568–1584. Autorem elewacji jest della Porta.
Świątynia ta jest kościołem rektoralnym parafii San Marco Evangelista al Campidoglio oraz kościołem tytularnym.

## Lokalizacja
Kościół znajduje się w IX Rione Rzymu – Pigna przy Piazza del Gesù.

## Historia
Jezuici otrzymali w Rzymie kościół Santa Maria della Strada, ponieważ nie był on jednak wystarczająco duży, założyciel zakonu św. Ignacy Loyola postanowił w jego miejscu wybudować większą świątynię. Architekt Nanni di Baccio Bigio zaprojektował kościół o jednej nawie z sześcioma bocznymi kaplicami i płytką apsydą. W 1550 roku położono kamień węgielny, jednak już w 1551 roku prace zostały przerwane. Lokalizacja planowanego kościoła uległa pewnemu przesunięciu, co wymusiło przerobienie projektu, co dokonał w 1554 roku Michał Anioł, ale również ten plan nie został zrealizowany. Jedynie udało się dodać dwie kaplice boczne do kościoła Santa Maria della Strada.
Dopiero pod patronatem i przy wsparciu finansowym kardynała Alessandro Farnese rozpoczęto prace przy budowie nowego kościoła. Na architekta wyznaczony został Jacopo Barozzi da Vignola, który współpracował z Giovanni Tristano. Prace ruszyły w 1568 roku. Vignola zrezygnował z powodu choroby w 1571 roku. Do tego czasu część kościoła została ukończona, a Giacomo della Porta przejął kierownictwo nad pracami i ukończył kopułę, prezbiterium oraz fasadę. Nie wprowadził on większych zmian w projekcie, oprócz dodania dwóch kaplic otaczających świątynię i pracował do 1580 roku. Tristano zmarł w 1575 roku, a jego miejsce zajął Giovanni De Rosis. Kościół został konsekrowany w 1584 roku.
W latach 1670–1683 Giovanni Battista Gaulli (nazywany Il Baciccia) pokrył freskami sklepienie nawowy, wnętrze kopuły i apsydę. W latach 1696–1700 kaplice św. Ignacego Loyoli i św. Franciszka Ksawerego zostały urządzone przez Andreę del Pozzo. W 1840 roku Antonio Sarti dokonał rearanżacji prezbiterium i ołtarza głównego. W latach 1858–1861 do nawy dodawano polichromowane marmurowe dekoracje. Ostatnią znaczącą zmianą we wnętrzu kościoła była przebudowa kaplicy Najświętszego Serca przez Aristide Leonori w 1920 roku.

## Architektura i sztuka
Kościół zbudowano z różowej cegły, detale architektoniczne są z trawertynu.
Wnętrze świątyni nawiązywało jeszcze do wzorców gotyckich i renesansowych. Nowością było jednak wprowadzenie transeptu pozornego, a więc transeptu znacznie krótszego niż w kościołach gotyckich. Kolejnymi różnicami było pojawienie się płytszego prezbiterium, zredukowanie naw bocznych do rzędów kaplic oraz zlikwidowanie (obecnych w gotyku) łuków tęczowych oddzielających prezbiterium od nawy głównej. Wskutek tych zmian rzut jedynie nawiązuje do formy krzyża łacińskiego, jako że sama bryła wydaje się być znacznie bardziej zwarta niż świątynie na rzucie typowego krzyża łacińskiego.
W fasadzie pojawiają się zdwojone pilastry. Sama fasada została zaprojektowana w taki sposób, żeby jej elementy tworzyły ostre kontrasty światłocieniowe (co później stało się jedną z naczelnych cech baroku).
Wszystko to naruszyło tak cenioną do tej pory harmonię i umiar. Budowla robi więc wrażenie ozdobnej i wyrafinowanej. Stanowi zapowiedź nowego stylu w budownictwie – baroku.
Na skrzyżowaniu nawy i transeptu zbudowano kopułę. Ma ona ośmiokątny bęben z prostokątnymi oknami na co drugiej powierzchni. Każde z nich ma kamienne obramowanie i fronton. Bęben kończy się kamiennym gzymsem z modylionami. Nad gzymsem wokół kopuły umieszczono osiem mniejszych okien z małymi trójkątnymi frontonami.
Trawertynowa fasada ma dwie kondygnacje. Na pierwszej kondygnacji umieszczono dziesięć pilastrów korynckich oraz dwie półkolumny w tym samym porządku. Wspierają one belkowanie we fryzie którego znajduje się napis: Alexander Cardinalis Farnesius, S[anctae] R[omanae] E[cclesiae] Vice-Can[cellarius], fecit MDLXXV. Główne wejście jest znacznie większe od obu wejść bocznych. Nad jego frontonem znajduje się rzeźba zawierającego monogram IHS, jest to dzieło Bartolomeo Ammannati z 1576 roku. Z kolei nad wejściami bocznymi umieszczono nisze z figurami świętych: po lewej św. Ignacego Loyolę depczącego postać symbolizującą herezję, po prawej św. Franciszka Ksawerego depczącego uosobienie pogaństwa. Na drugiej kondygnacji jest osiem pilastrów kompozytowych zgrupowanych w pary i podtrzymujących trójkątny fronton z herbem Farnese. Pośrodku tej kondygnacji umieszczono duże okno z balustradą, flankowane przez parę kolumn jońskich podtrzymujących trójkątny fronton. Po bokach pomiędzy parami pilastrów znajdują się dwie puste nisze z trójkątnymi frontonami. Z obu boków umieszczono duże spływy wolutowe.

### Wnętrze
Z nawy do kaplic bocznych prowadzą łukowate przejścia. Łuki są oddzielone filarami z podwójnymi pilastrami kompozytowymi wspierającymi belkowanie z wystającym gzymsem, który biegnie wokół całego kościoła. Nad każdym łukiem znajduje się panel ze złoconymi sztukateriami. Między drugą a trzecią kaplicą znajduje się ozdobna ambona.
Nawa jest sklepiona kolebkowo. Na sklepieniu znajduje się iluzjonistyczny fresk Baciccia – Triumf imienia Jezus, wykonany w latach 1672–1683. Przy oknach znajduje się po parze posągów z białego stiuku, nad oknami są postacie aniołów, również wokół centralnego fresku umieszczone zostały rzeźby aniołów. Figury te zostały wykonane przez Antonio Raggi i Leonardo Retti, według projektu Baciccia. Wnętrze kopuły pokrywa fresk przedstawiający Niebiosa, natomiast w pendentywach znajdują się wizerunki proroków, ewangelistów i doktorów Kościoła autorstwa Baciccia.
Prezbiterium zostało rearanżowane przez Antonio Sarti w latach od 1834 do 1843. Wykonano nowy ołtarz główny w stylu neoklasycystycznym. Nastawa ołtarzowa opiera się o ścianę apsydy i ma ona cztery marmurowe kolumny kompozytowe, wspierające belkowanie. W trójkątnym frontonie umieszczono symbol Trójcy Świętej, powyżej jest monogram IHS adorowany przez parę aniołów, dłuta Francesco Benaglia i Filippo Gnaccarini. Obraz ołtarzowy przedstawia Obrzezanie Jezusa i jest dziełem Alessandro Capalti z 1840 roku. Istnieje mechanizm umożliwiający przesunięcie obrazu w dół, tak żeby odsłoniła się leżąca za nim nisza z figurą Najświętszego Serca. Koncha apsydy mieści fresk Adoracja Baranka Bożego autorstwa Baciccia. W apsydzie po obu stronach ołtarza znajdują się drzwi, nad którymi są duże prostokątne okna. Nad lewymi drzwiami umieszczono popiersie św. Roberta Bellarmina (dzieło Berniniego), nad prawymi natomiast św. Józefa Pignatellego (autorstwa Antonio Solá).

### Kaplice boczne
Patrząc od strony wejścia po obu stronach nawy znajdują się po trzy kaplice boczne, dalej w kierunku ołtarza po bokach nawy znajdowały się dawniej przedsionki, z których lewy przekształcono w kolejną kaplicę. Kaplice znajdują się również w ramionach transeptu oraz dwie są po obu stronach prezbiterium. Sześć pierwszych kaplic od strony wejścia zostało zbudowanych na planie kwadratu i są one przykryte kopułami.
Kaplica św. Andrzeja
Pierwsza kaplica po prawej stronie poświęcona jest św. Andrzejowi Apostołowi. Kaplica ta wystrój wnętrza zawdzięcza Agostino Ciampelli. Obraz ołtarzowy przedstawia Męczeństwo św. Andrzeja. W kaplicy umieszczono dość liczne wizerunki męczenników. Na łuku przedstawiono świętych Pankracego, Celsusa, Wita i Agapita. Na pilastrach znajdują się święte: Krystyna, Małgorzata, Anastazja, Cecylia, Łucja i Agata. W kopule jest Matka Boża w chwale, czczona przez męczenników, natomiast w pendentywach są święci: Klemens, Ignacy Antiocheński, Cyprian oraz Polikarp. W dwóch lunetach znajdują się św. Agnieszka i Łucja, a na bocznych ścianach św. Szczepan oraz Wawrzyniec.
Kaplica Męki Pańskiej
Druga kaplica po prawej stronie poświęcona jest Męce Naszego Pana Jezusa Chrystusa. Została zaprojektowana przez Giuseppe Valeriani i pomalowana przez Gaspare Celio (z wyjątkiem ołtarza). Na sklepieniu umieszczono Apoteozę Narzędzi Męki Pańskiej, w pendentywach przedstawiono ewangelistów. Dwie lunety pokazują Chrystusa w Ogrójcu i Pocałunek Judasza, na pilastrach znajdują się: Biczowanie, Chrystus przed Piłatem, Chrystus przed Herodem i Ecce Homo. Boczne ściany przedstawiają Upadek Chrystusa na drodze krzyżowej i Ukrzyżowanie, natomiast łuk – proroków ze Starego Testamentu. Obraz ołtarzowy autorstwa Giovanniego Gagliardiego przedstawia Matkę Bożą czczoną przez świętych jezuitów. Dawniej w ołtarzu było Zdjęcie z krzyża Scipione Pulzone (obecnie w Metropolitan Museum of Art w Nowym Jorku. Pod ołtarzem znajduje się relikwiarz z zielonego marmuru z brązowymi okuciami, zawierający relikwie św. Józefa Pignatelliego.
Kaplica Świętych Aniołów
Trzecia kaplica po prawej stronie została dedykowana Świętym Aniołom. Główne obrazy są autorstwa Federico Zuccari, w tym ołtarz przedstawiający Aniołów adorujących Trójcę Świętą. Po lewej stronie znajduje się Upadek zbuntowanych aniołów, a w lunecie przedstawiono Aniołów zanoszących modlitwy wiernych do nieba. Po prawej stronie znajdują się Anioły uwalniające dusze z czyśćca, w lunecie pokazano Pokutę syna marnotrawnego. Na sklepieniu umieszczono Koronację Maryi w niebie. W pendentywach przedstawiono Sen Jakuba w Szilo, Anielski transport Habakuka do Babilonu, Trzech młodzieńców w piecu ognistym oraz Archanioła Rafała z Tobiaszem i rybą. W kaplicy znajdują się cztery starożytne marmurowe tablice z rzeźbionymi festonami kwiatów i owoców. Zostały one zabrane ze starożytnych Term Tytusa w 1594 roku, a w XVII wieku dodano do nich skrzydlate głowy putt.
Kaplica św. Franciszka Ksawerego
Kaplica w prawym ramieniu transeptu początkowo była poświęcona Zmartwychwstaniu, dawny obraz z ołtarza autorstwa Giovanniego Baglione znajduje się w Luwrze w Paryżu. Obecnie kaplica ta dedykowana jest św. Franciszkowi Ksaweremu. Została ona wyposażona w latach 1674–1678 przez Giacomo Della Porta według projektu Pietro da Cortona. Na ołtarzu znajdują się cztery korynckie kolumny z czerwono-białego marmuru wspierające fronton, w który wstawiono płaskorzeźbę Apoteoza św. Franciszka Ksawerego. Obraz w ołtarzu przedstawia Śmierć św. Franciszka Ksawerego, jest to dzieło Carlo Maratta. Relikwiarz na ołtarzu z pozłacanego brązu zawiera prawe ramię świętego, sprowadzone do Rzymu w 1614 roku. W sklepieniu są trzy panele freskowe autorstwa Giovanniego Andrei Carlone. W centrum znajduje się Apoteoza św. Franciszka Ksawerego, po prawej stronie święty chrzci hinduską damę, a po lewej odzyskuje krucyfiks od kraba (podczas burzy w drodze do Malakki krucyfiks wypadł za burtę, natomiast po wylądowaniu święty spotkał na plaży kraba trzymającego zagubiony krzyż).
Kaplica Najświętszego Serca
Kaplica Najświętszego Serca jest jedną z dwóch małych okrągłych kaplic przy prezbiterium, które zostały dodane do planu Vignoli przez Giacomo della Porta. Kaplica ta znajduje się po prawej stronie. Dawniej była ona dedykowana św. Franciszkowi z Asyżu, patronowi generała zakonu jezuitów św. Franciszka Borgiasza, który zlecił urządzenie kaplicy. Po zmianie dedykacji kaplicy, została ona ponownie urządzona przez Aristide Leonori w 1920 roku. Freski kopuły to dzieło Baldassare Croce z 1599 roku, zostały one przeniesione z krypty kaplicy świętych Abundiusza i Abundancjusza. Przedstawiają one czterech ewangelistów i czterech doktorów Kościoła (św. Augustyna, Grzegorza, Ambrożego i Hieronima). Obraz w ołtarzu Najświętsze Serce Jezusa został wykonany przez Pompeo Batoni w 1767 roku. Wcześniej obraz ten znajdował się na ołtarzu kaplicy św. Franciszka Ksawerego, ale został tu umieszczony w 1920 roku, kiedy to zastąpił obraz Św. Franciszek otrzymujący stygmaty.
Kaplica św. Franciszka Borgiasza
Pierwsza kaplica po lewej stronie poświęcona jest św. Franciszkowi Borgiaszowi. Pierwotnie była dedykowana Dwunastu Apostołom. Ołtarz przedstawiający świętego jest dziełem Pozza, ale został zmieniony przez Gagliardiego na początku XIX wieku, kiedy to dodano kilku jezuickich męczenników. Obrazy na bocznych ścianach są autorstwa Pier Francesco Mola i zostały wykonane ok. 1600 roku. Po lewej jest Chrzest świętych Procesjusza i Martyniana przez św. Piotra w więzieniu mamertyńskim, po prawej – Nawrócenie św. Pawła. Sklepienie zostało ozdobione freskami przez Niccolò Circignani. Centralny fresk przedstawia Zesłanie Ducha Świętego, w lunetach przedstawiono Męczeństwo św. Piotra i Męczeństwo św. Pawła, w pendentywach są alegorie Wiary, Nadziei, Miłosierdzia i Religii.
Kaplica Świętej Rodziny
Druga kaplica po lewej stronie dedykowana jest Świętej Rodzinie. Ołtarz przedstawiający ten temat jest dziełem Giovanni Gagliardi. Pierwotnie kaplica poświęcona była Narodzeniu Pańskiemu i reszta oryginalnej dekoracji z XVI wieku odzwierciedla tę dedykację. Freski na ścianach bocznych autorstwa Niccolò Circignani to Adoracja Trzech Króli i Ofiarowanie Jezusa. W lunetach umieszczono Zwiastowanie Pasterzom i Rzeź Niewiniątek, natomiast pendentywy pokazują proroków: Dawida, Izajasza, Barucha i Zachariasza. W kopule wyobrażono Radość w niebiosach z narodzin Chrystusa. Znajdują się tu cztery posągi alegorycznych postaci cnót kardynalnych: męstwo (dzieło Giacomo Antonio Fancelli) i sprawiedliwość (Cosimo Fancelli) po lewej stronie oraz umiarkowanie (Domenico Guidi) i roztropność (również dzieło Domenico Guidi) po prawej stronie.
Kaplica Świętej Trójcy
Trzecia kaplica po lewej stronie jest poświęcona Świętej Trójcy. Obraz ołtarzowy Francesco Bassano Młodszego przedstawia Trójcę Świętą. Durante Alberti wykonał Boga Ojca w kopule, aniołów w pendentywach oraz Anioły adorujące Boga Stwórcę i Abrahama witającego trzech aniołów. Na bocznych ścianach znajduje się Przemienienie Alberti po lewej, a po prawej Chrzest Chrystusa przypisywany Venturze Salimbeni. Aniołowie na pilastrach przypisani są Scipione Pulzone. 
W ołtarzu przechowywane są relikwie wzięte z ramienia św. Andrzeja Boboli. W latach 1924–1938 w kościele znajdowało się ciało świętego.
Kaplica krucyfiksu
Czwarta kaplica po lewej stronie jest dawnym bocznym wejściem do kościoła. Obecnie jest to kaplica poświęcona krucyfiksowi. Znajduje się w niej duży malowany drewniany krucyfiks z początku XVII wieku. Uważa się, że krzyż ten dawniej był umieszczony w obecnej kaplicy św. Ignacego, skąd został przeniesiony po jej przebudowie nad ołtarz główny, w 1840 roku trafił do przedsionka zakrystii, a pod koniec XX wieku został zainstalowany w obecnym miejscu.
Kaplica św. Ignacego Loyoli
Kaplica w lewym ramieniu transeptu była pierwotnie poświęcona krucyfiksowi. Została ukończona w 1637 roku, a pod ołtarzem umieszczono relikwie św. Ignacego Loyoli. Pod koniec wieku postanowiono całkowicie przebudować kaplicę. Dzieło zaprojektował Andrea Pozzo i zostało ono wykonane w latach 1695–1699. Balustradę w kaplicy i pasujące do niej świeczniki z brązu zaprojektował Pozzo. Ołtarz zawiera cztery kolumny kompozytowe z pozłacanego brązu z rowkami wypełnionymi lapis lazuli, dzieło Andrei Bertoni. Kolumny stoją na dwukondygnacyjnym cokole, pierwsza kondygnacja jest z czerwonego marmuru z żółtymi wykończeniami, druga natomiast z zielonego marmuru i ma sześć płaskorzeźb z pozłacanego brązu przedstawiających sceny z życia świętego (Św. Ignacy modlitwą gasi pożar autorstwa René Frémin, Uzdrowienie szaleńca Angelo De Rossi, Uzdrowienie zakonnicy Pietro Rieff, Św. Piotr uzdrawia św. Ignacego Lorenzo Merliniego, Św. Ignacy ze św. Filipem Neri Francesco Nuvolone, Uzdrowienie chorych olejem z lampy św. Ignacego Frémina i Wyzwolenie więźniów Pierre Étienne Monnot). Kolumny podtrzymują fronton z rzeźbą przedstawiającą Trójcę Świętą. Poniżej para aniołów Pierre'a Étienne Monnota podtrzymuje tablicę z lapis lazuli z monogramem IHS. Relikwie św. Ignacego Loyoli znajdują się pod ołtarzem w pozłacanej urnie z brązu. Obraz ołtarzowy może zostać odsunięty w dół przy pomocy specjalnego mechanizmu (macchina barocca), odsłaniając znajdującą się za nim niszę z posągiem świętego. Oryginalna rzeźba ze srebra i złoconej miedzi była dziełem Pierre'a Le Grosa z 1698 roku. W 1804 roku wykonano nowy posąg z posrebrzanego stiuku, jest to dzieło Luigi Acquisti. Po obu stronach ołtarza umieszczono alegoryczne grup rzeźbiarskie – po lewej stronie znajduje się Wiara triumfująca nad bałwochwalstwem Jean-Baptiste Théodon, po prawej znajduje się Triumf religii nad herezją autorstwa Pierre'a Le Grosa Młodszego. Powyżej tych rzeźb znajdują się dwie płaskorzeźby: Paweł III zatwierdzający Towarzystwo Jezusowe Angelo De Rossi i Kanonizacja św. Ignacego Bernardino Cametti. Na sklepieniu umieszczono fresk Apoteoza św. Ignacego Gaulliego, któremu towarzyszą alegoryczne sceny płaskorzeźbione w stiukach Raggi i Reti.
Kaplica Madonna della Strada
Kaplica obok prezbiterium po lewej stronie jest poświęcona Matce Bożej. Znajduje się w niej obraz Madonna della Strada z końca XIII lub początku XIV wieku. Kopuła kaplicy została ozdobiona aniołami autorstwa Andrei Pozzo. W kaplicy znajduje się siedem obrazów ze scenami z życia Matki Bożej autorstwa Giuseppe Valeriano. Są to: Narodziny, Prezentacja, Zaślubiny, Zwiastowanie, Nawiedzenie, Wniebowzięcie i W niebie. Każdemu przedstawieniu towarzyszą odpowiednie teksty biblijne na czarnym marmurze.

## Polskie odpowiedniki
Polskimi odpowiednikami rzymskiej świątyni Il Gesù są:
- kościół Świętych Apostołów Piotra i Pawła w Krakowie
- kościół św. Piotra i Pawła oraz klasztor Jezuitów we Lwowie
- kościół Bożego Ciała w Nieświeżu
- kościół św. Kazimierza w Wilnie

## Kardynałowie diakoni
Kościół Najświętszego Imienia Jezus jest jednym z kościołów tytularnych nadawanych kardynałom-diakonom (Titulus Sanctissimi Nominis Iesu). Tytuł ten został ustanowiony 5 lutego 1965 roku przez papieża Pawła VI.
- Michele Pellegrino, tytuł prezbiterialny pro hac vice (1967-1986)
- Eduardo Martínez Somalo (1988-1999), tytuł prezbiterialny pro hac vice (1999-2021)
- Gianfranco Ghirlanda SI (od 2022)